# Моткиари
Моткиари (груз. მოტყიარი) — село в Грузии, на территории Амбролаурского муниципалитета края (мхаре) Рача-Лечхуми и Нижняя Сванетия.

## География
Село находится в северной части Грузии, на северном склоне Рачинского хребта, на расстоянии приблизительно 3 километров (по прямой) к юго-западу от города Амбролаури, административного центра муниципалитета. Абсолютная высота — 1125 метров над уровнем моря.

## Население
По результатам официальной переписи населения 2014 года, в Моткиари проживало 11 человек (6 мужчин и 5 женщин). В национальной структуре населения грузины составляли 100 %.
| Год  | Население, человек |
| ---- | ------------------ |
| 2002 | 40                 |
| 2014 | ↘ 11               |